# Юранович, Йосип
Йо́сип Юра́нович (хорв. Josip Juranović; род. 16 августа 1995, Загреб) — хорватский футболист, правый защитник клуба «Унион» (Берлин) и сборной Хорватии. Участник двух чемпионатов Европы (2020 и 2024) и чемпионата мира 2022.

## Клубная карьера
Юранович — воспитанник клубов «Кроация» и «Дубравы». В 2013 году он дебютировал за последний в одном из низших дивизионов чемпионата Хорватии. В 2015 году Йосип перешёл в «Хайдук» из Сплита. 18 апреля в матче против «Риеки» он дебютировал во чемпионате Хорватии. 20 апреля 2016 года в поединке против «Локомотива» Юранович забил свой первый гол за «Хайдук». В июне 2018 года Юранович был включён в команду сезона чемпионата Хорватии в сезоне 2017/18.
31 июля 2020 года Юранович перешёл в варшавскую «Легию» за 700 000 евро. 21 октября 2020 года он забил дебютный гол за «Легию» в ворота «Шлёнска».
В августе 2021 года Юранович подписал пятилетний контракт с шотландским клубом «Селтик». Сумма трансфера составила 2.5 миллиона фунтов стерлингов. Несмотря на то, что большую часть карьеры футболист играл на правом фланге, в новом клубе Йосип играл и на левом фланге, в том числе в дебютном матче против «Рейнджерс». В первом сезоне Йосип Юранович выполнял роль пенальтиста.
6 сентября 2022 года футболист провел первый матч в групповом этапе Лиги чемпионов УЕФА, где его команда потерпела поражение на домашней арене от мадридского «Реала» 3-0.
Во время Чемпионата мира 2022 Юрановичем интересовались такие клубы как «Барселона», «Атлетико Мадрид» и «Челси».
В январе 2023 года футболист перешел в клуб Бундеслиги «Унион Берлин».

## Международная карьера
14 января 2017 года в матче Чайна Кап против сборной Китая Юранович дебютировал за сборной Хорватии. 6 сентября 2019 года Златко Далич вызвал Юрановича на отборочные матчи Евро-2020 против сборных Словакии и Азербайджана после травмы Тина Едвая.

## Достижения
«Легия»
- Чемпион Польши: 2020/21

«Селтик»
- Чемпион Шотландии: 2021/22
- Кубок шотландской лиги: 2021/22

Сборная Хорватии
- Бронзовый призёр чемпионата мира: 2022

Личные
- Орден Хорватской звезды с ликом Франьо Бучара (15 ноября 2023 года)[14].